# Тедеев, Вадим Сергеевич
Вади́м Серге́евич Теде́ев (1946 — 2011) — советский артист балета, педагог. Народный артист РСФСР (31 декабря 1980), лауреат Международных конкурсов.

## Биография
Вадим Тедеев танцевать начал с раннего детства в танцевальном кружке своей мамы, артистки балета Ансамбля «Берёзка», в зале обычной общеобразовательной школы. Одновременно он учился в Музыкальной школе имени Прокофьева по классу фортепиано. Окончил Московское хореографическое училище в 1965 году, где учился у Н. А. Капустиной, Ю. Г. Кондратова и Г. М. Евдокимова. С 1965 по 1991 год — премьер балета Московского музыкального театра имени К. С. Станиславского и Вл. И. Немировича-Данченко.
Мужественный и благородный танцовщик, обладавший виртуозной техникой и ярким актёрским темпераментом был первым исполнителем многих партий в балетах В. П. Бурмейстера, А. В. Чичинадзе и Д. А. Брянцева. Один из лучших партнёров своего времени, составивший незабываемый дуэт с прима-балериной МАМТ имени К. С. Станиславского и Вл. И. Немировича-Данченко М. С. Дроздовой.
В 1990—1998 годах одновременно — солист и педагог-репетитор Кремлёвского балета, где Вадим Тедеев стал первым исполнителем характерных партий в балетах В. В. Васильева и А. Б. Петрова.
В 1979-1987 годах преподавал дуэтно-классический танец в МАХУ Среди его учеников: А. О. Ратманский, В. А. Малахов, Ирина Гришина, 
Юрий Бурлака и другие. В 2000-2003 годах преподавал классический танец. Среди его учеников артисты балета ГАБТ: Арсен Каракозов, Антон Кондратов, Алексей Матрахов, Антон Савичев и другие. Также в 2000—2005 годах преподавал дуэтно-классический танец. Среди выпускников: Михаил Пухов, Екатерина Барыкина, Анна Никулина, В. В. Лантратов и другие. В 1987 году окончил педагогическое отделение Государственного института театрального искусства имени А. В. Луначарского, и начал там же преподавать.
В 1988-1989 — педагог-репетитор Ансамбля народного танца «Гжель». С 1992 года — педагог-репетитор МАМТ имени К. С. Станиславского и Вл. И. Немировича-Данченко, где его учениками стали ведущие солисты балета: Дмитрий Забабурин, Дмитрий Ерлыкин, Николай Измайлов, Сергей Орехов, Эльмар Кугатов, Денис Акинфеев, Михаил Пухов, Сергей Кузьмин, Сергей Мануйлов и другие.
Вадим Сергеевич скоропостижно скончался 20 июля 2011 года в Москве во время урока классического танца, на руках у артистов, объясняя им комбинацию. Похоронен на Троекуровском кладбище.

### Семья
- жена — Светлана Борисовна Цой, в 1978—2002 годах — солистка балета МАМТ имени К. С. Станиславского и Вл. И. Немировича-Данченко.
- сын — Алексей Тедеев, артист балета Большого театра.

## Репертуар вМосковском музыкальном театре имени Станиславского и Немировича-Данченко
- Па де катр и Зигфрид — «Лебединое озеро» П. И. Чайковского
- Феб, Квазимодо — «Эсмеральда» Ц. Пуни
- Мизгирь — «Снегурочка» Н. А. Римского-Корсакова
- Лионель — «Легенда о Жанне Д’Арк» Н. И. Пейко
- Принц — «Золушка» С. С. Прокофьева
- Джотто — «Франческа да Римини» П. И. Чайковского
- Бирбанто — Корсар А. Адана
- Поэт — «Вариации»
- Пабло  — «Лола» С. Н. Василенко
- Синбад — «Шехеразада» Н. А. Римского-Корсакова
- Алексей — «Прозрение» Ю. М. Бутко

### Первый исполнитель партий
- 1967 — Том («Красные дьяволята», балетмейстер В. П. Бурмейстер)
- 1969 — Андре («Жаклин», балетмейстеры О. Г. Тарасова и А. А. Лапаури)
- 1970 — Гаврик («Белеет парус одинокий», балетмейстер В. П. Бурмейстер)
- 1972 — Армен («Гаянэ — сюита», балетмейстер А. В. Чичинадзе)
- 1975 — Франц («Коппелия», балетмейстер А. В. Чичинадзе)
- 1977 — Степан Разин («Степан Разин», балетмейстер А. В. Чичинадзе)
- 1978 — Флориан («Чёрные птицы», балетмейстер Том Шиллинг)
- 1979 — Душианта («Шакунтала», балетмейстер А. В. Чичинадзе)
- 1980 — Солист («Вечерние танцы», балетмейстер Том Шиллинг) ссылка неверна, ссылка ведет на актера, родившегося в 1982 году
- 1981 — Базиль («Дон Кихот», балетмейстер А. В. Чичинадзе)
- 1982 — Артур («Риварес», балетмейстер А. В. Чичинадзе)
- 1984 — Грей («Алые паруса», балетмейстер Г. А. Майоров)
- 1985 — Вожак («Оптимистическая трагедия», балетмейстер Д. А. Брянцев)
- 1987 — «Заклинание» («Вечер современной хорееографии», балетмейстер Брянцев)
- 1988 — Царь («Скифы», балетмейстер Д. А. Брянцев)
- 1989 — Сеид-паша («Корсар», балетмейстер Д. А. Брянцев)

## Репертуар вКремлёвском балете
- Мачеха («Золушка»)

### Первый исполнитель партий
- 1990 — Телохранитель («Макбет», балетмейстер В. В. Васильев)
- 1991 — Полковник («Привал кавалерии», хореография М. И. Петипа, балетмейстеры-постановщики Т. Фесенко и В. Островский)
- 1992 — Фарлаф («Руслан и Людмила», балетмейстер А. Б. Петров)
- 1994 — Лоренцо («Дон Кихот», балетмейстер В. В. Васильев)
- 1995 — Талейран («Наполеон Бонапарт», балетмейстер А. Б. Петров)

## Фильмография
- 1980 — «Рубаи Хайяма» — Хайям
- 1987 — «Риварес» — Артур
- 1993 — «Руслан и Людмила» — Фарлаф
- 1995 — «Звезды русского балета. Фильм 17» — па де де с М. Дроздовой из балета «Корсар» (запись 1975 года)
- 1995 — «Звезды русского балета. Фильм 18» — дуэт с М. Дроздовой из балета «Гаянэ» (запись 1975 года)

## Награды и достижения
- — премия Московского Комсомола
- 1971 — орден «Знак Почёта»
- 1972 — лауреат Международного конкурса артистов балета в Варне
- 1973 — лауреат Международного конкурса артистов балета в Москве
- 29.09.1975 —заслуженный артист РСФСР
- 31.12.1980 — народный артист РСФСР
- 1997 — медаль «В память 850-летия Москвы»
- 1999 — орден Дружбы[6]
- 2006 — «Душа танца», Приз журнала «Балет» в номинации «Учитель»
- 2007 — Почетный профессор РАТИ-ГИТИС

### Видео
- Малика Сабирова и Вадим Тедеев. — фрагмент из фильма-балета «Рубаи Хаяма» (1980)